# 1976 en Grèce
Chronologie de la Grèce
- 1972
- 1973
- 1974
- 1975
- 1976
- 1977
- 1978
- 1979
- 1980

Cette page concerne les évènements survenus en 1976 en Grèce  :

## Évènements
- 25 août : Résolution 395 du Conseil de sécurité des Nations unies concernant un différend territorial en mer Égée, entre la Grèce et la Turquie.
- 7-10 novembre : Symposium gréco-serbe (en), conférence conjointe sur les études balkaniques, spécialisée dans les relations gréco-serbes.
- 23 novembre : Le vol Olympic Airways 830 (en) percute une montagne près de Servia (bilan : 50 morts).

## Cinéma - Sortie de film
- 24 septembre-3 octobre : Festival du cinéma grec
- Happy Day
- Narration/Aventure/Langage/Silence

## Sport
- 4-15 février : Participation de la Grèce aux Jeux olympiques d'hiver à Innsbruck en Autriche.
- 22-28 mai : Rallye de l'Acropole 1976
- 17 juillet-1er août : Participation de la Grèce aux Jeux olympiques d'été.
- Coupe de Grèce de football (1975-1976) (en)
- Coupe de Grèce de football (1976-1977) (en)
- Championnat de Grèce de football 1975-1976
- Championnat de Grèce de football 1976-1977
- Création des clubs de football A.O. Glyfada (en) et A.O. Ypato F.C. (en).
- Création de Porte 4 (en), groupe de supporters du PAOK Salonique.
- Création du stade municipal de Kalamata (en).

## Création
- Association grecque des critiques de cinéma (en)
- Chemins de fer électriques Athènes-Le Pirée (en)
- Institut d'éducation technologique de Macédoine occidentale (en)
- Institut d'éducation technologique de Macédoine orientale et de Thrace (en)
- Institut d'éducation technologique du Pirée (en)
- Musée archéologique de Komotini (en)
- Musée Paul et Alexandra Kanellopoulos
- Parti communiste de Grèce (marxiste-léniniste) (en)
- Tropical (en), fabrication de véhicules.
- Unités pour le rétablissement de l'ordre (en) (police grecque).

## Dissolution
- Organisation des marxistes-léninistes de Grèce (en)

## Naissance
- Paraskevás Ántzas, footballeur.
- Ángelos Basinás, footballeur.
- Kóstas Charalampídis, basketteur.
- Traïanós Déllas, footballeur.
- Chrysopiyí Devetzí, spécialiste du saut en longueur et du triple saut.
- Dimítrios Eleftherópoulos, footballeur.
- Níkos Georgéas, footballeur.
- Michaíl Kakioúzis, basketteur.
- Yórgos Kalaïtzís, basketteur.
- Giórgos Karágoutis, basketteur.
- Vasílios Lákis, footballeur.
- Anastásios Pántos, footballeur.
- Ángelos Pavlakákis, spécialiste du sprint.
- Vasílios Polýmeros, rameur.
- Sávvas Poursaïtídis, footballeur.
- Efthýmios Rentziás, basketteur.
- Vasílis Soúlis, basketteur.
- Dimosthénis Tampákos, gymnaste.
- Stélios Venetídis, footballeur.
- Chrysoula Zacharopoulou, gynécologue et personnalité politique.

## Décès
- Pátroklos Karantinós, architecte.
- Octave Merlier, linguiste et helléniste.
- Aléxandros Panagoúlis, poète et personnalité politique.
- Giórgos Thémelis, poète, essayiste et dramaturge.
- Yórgos Tzavéllas, réalisateur.